# 石川貞光
石川 貞光（いしかわ さだみつ、生年不詳 - 興国2年/暦応4年6月3日（1341年7月17日））は、南北朝時代の武将。陸奥石川氏14代目当主。石川家光の長男。詮持らの養父。従五位下美作守、従四位下兵部大輔。夫人は二階堂行藤の娘。

## 生涯
父家光が死去した際は天下多難で、幼少の光英（貞光）では当主として力量不足が懸念されたため、伯父の時光が一時家督を継いだ。
執権北条貞時の時に元服。貞時から一字を受けて貞光と改名。従五位下美作守に任じられる。
建武2年7月、北条時行が信濃国の御内人諏訪頼重らに擁立され、北条氏の残党を集めて鎌倉へ軍を進めた（中先代の乱）。伯父の石川義光率いる兵は成良親王を奉ずる足利氏の軍を助け、乱の平定に寄与する。足利尊氏は義光の軍功を高く賞し、厚くもてなした。義光は尊氏に帰することとなった。
建武2年12月24日、北畠顕家の配下広橋経泰が馬場原に布陣して石川を襲う構えを見せた。貞光は自ら一族と兵を率いてこれを破り、28日には軍を返して白河城を攻めた。白河城主の白河結城氏は顕家に優遇され、石川氏の古来の領地が与えられていた。
建武3年、経泰は湯本に城を築いて石川氏の領地を狙うが、貞光はこれを再び破る。
暦応元年、従四位下兵部大輔に任じられる。仏門に入ってからは光念齊と号した。
子がなかったため、義光の子を全員養い、その長男である詮持を後継ぎとした。